# Cova de glaç de Dobšiná
La cova de glaç de Dobšinská (Dobšinská ľadová jaskyňa) és una cova de glaç situada a Eslovàquia, prop de la ciutat minera de Dobšiná en el Parc Nacional del Paradís Eslovac. Des de 2000, va ser declarada per la Unesco Patrimoni de la Humanitat com a part de les Grutas càrstiques de Aggtelek i del karst eslovac.
La cova va ser descoberta el 1870 per un enginyer de mines anomenat Eugen Ruffinyi. Va ser oberta un any després al públic. El 1887 era la primera cova elèctricament il·luminada a Europa, el volum total del gel era estimat en 125 000 metres cúbics.
El pis de la cova descendeix de l'entrada que fa front al nord; això dona lloc al refredament ràpid de la cova a l'hivern mentre que l'aire fred pot caure a baix. D'una banda, l'interior es protegeix absolutament contra l'ambient calent a l'estiu.
Així la mitjana anual de la temperatura roman al voltant de 0 °C. La longitud total de la cova és 1483 m. (algunes fonts consideren que és de 1232 m), únicament 515 m. estan oberts al públic de maig a setembre.